# 村山紘太
村山 紘太（むらやま こうた、1993年2月23日 - ）は、宮城県出身の元陸上競技選手。専門は長距離種目。明成高等学校、城西大学卒業、旭化成を経てGMOアスリーツに所属していた。旭化成に所属する村山謙太は双子の兄である。

## 人物・経歴
「兄のまねをしているだけでは勝てない」と別の大学へ進学することを決意し、独り立ちを目指す。同じ宮城県出身でトラック種目に強い選手がいたことから城西大学を選んだ。
- 2014年の関東学生陸上競技対校選手権大会1部10000mで優勝し、2部10000mで優勝した兄とのアベック優勝となった。同年の日本選手権5000mにおいて2位に食い込み、アジア競技大会（大韓民国・仁川）の日本代表に選出される。アジア大会本番前の調整で走った日本学生陸上競技対校選手権大会1500mで日本学生歴代2位のタイム（大会新記録）をマークした[3]。
- 2014年アジア競技大会では5000mに出場し、13分34秒57のタイムで5位入賞を果たした[4]。
- アジア大会出場直後に行われた第91回東京箱根間往復大学駅伝競走予選会では留学生選手を破って日本人歴代1位となる58分26秒のタイムを出し、全体トップでゴールして城西大学の箱根駅伝出場権獲得に貢献した[5]。そして2015年正月の東京箱根間往復大学駅伝競走では2区で出場、兄の謙太と同じ区間での対決となり、紘太は16位で襷を受けた後、8人抜きの快走を見せて1時間7分43秒で区間2位となった[6]。
- 2015年4月、大学卒業と同時に旭化成に兄と共に入社。実業団入り後の5月9日のゴールデンゲームズinのべおか 男子5000mで日本歴代6位にして、日本人史上6人目の13分20秒を切る13分19秒62のタイムをだして北京世界選手権 参加標準（13分23秒00）を突破した[7]。この勢いで臨んだ6月28日の第99回日本選手権（新潟市・デンカ・ビッグスワンスタジアム）男子5000mで大迫傑との争いを制して13分37秒22で優勝。前月のゴールデンゲームズで世界陸上参加標準記録を突破していた村山は、8月開催予定の世界陸上競技選手権（中華人民共和国・北京市）の5000m日本代表に即内定した[8]。北京世界選手権では5日目の男子5000m予選第2組に出場、14分7秒11と振るわず予選落ちとなった[9]。
- 世界選手権の後、11月28日に八王子ロングディスタンス（法政大学多摩グラウンド）10000mにて、タイムレース第7組に出場、27分29秒69で第3位（日本人選手1位）入賞し、高岡寿成の持っていた日本記録を14年ぶりに更新した[10][11]。なお、同レースでは旭化成の同僚の鎧坂哲哉も27分29秒74で村山紘太に次いで4位に入って高岡の記録を塗り替え、日本歴代2位となった[11]。
- 2016年1月、全日本実業団対抗駅伝競走大会で、外国人ランナーが多く集まる「高速の2区」を任され、区間賞も期待されていたが、結果は23分36秒で日本人トップながら区間24位となり、チームの順位も5つ下げてしまい（16位→21位）悔しいデビュー戦となった。
- 同年6月の第100回日本陸上競技選手権大会では10000mに出場し、大迫傑には敗れたものの2位でゴール。リオデジャネイロオリンピックの5000m・10000m日本代表に内定した。
- 2019年10月12日、ウィーンで行われたエリウド・キプチョゲの2時間を切る記録をかけた特別レース「イネオス1:59チャレンジ（英語版）」に参加したペースメーカー41人に唯一の日本人として選ばれ、キプチョゲの1時間59分40秒という（非公認）記録をアシストした[12]。

2025年3月16日に開催されたEXPO EKIDEN 2025をもって現役を引退した。

## 主な戦績
| 年   | 大会                                       | 種目(区間)     | 順位     | 記録          | 備考                                        |
| ---- | ------------------------------------------ | -------------- | -------- | ------------- | ------------------------------------------- |
| 2009 | 第62回全国高等学校総合体育大会陸上競技大会 | 1500m予選第1組 | 3位      | 3分55秒58     | 決勝進出                                    |
| 2009 | 第62回全国高等学校総合体育大会陸上競技大会 | 1500m決勝      | 16位     | 4分00秒96     | 最下位                                      |
| 2012 | 第15回アジアジュニア陸上競技選手権大会     | 5000m          | 2位      | 14分33秒67    |                                             |
| 2012 | 第14回世界ジュニア陸上競技選手権大会       | 5000m          | 11位     | 14分18秒24    |                                             |
| 2014 | 第98回日本陸上競技選手権大会               | 5000m          | 2位      | 13分43秒16    |                                             |
| 2014 | 第17回アジア競技大会                       | 5000m          | 5位      | 13分34秒57    |                                             |
| 2014 | 第91回東京箱根間往復大学駅伝競走予選会     | 20.0km         | 1位      | 58分26秒      | 日本人歴代1位                               |
| 2014 | 第46回全日本大学駅伝対校選手権大会         | 1区(14.6km)    | 区間2位  | 42分58秒      | 兄・謙太が区間賞                            |
| 2015 | 第91回東京箱根間往復大学駅伝競走           | 2区(23.1km)    | 区間2位  | 1時間07分43秒 | 兄・謙太に勝利                              |
| 2015 | ゴールデンゲームズinのべおか               | 5000m          | 2位      | 13分19秒62    | 日本歴代6位(当時)                           |
| 2015 | 第99回日本陸上競技選手権大会               | 5000m          | 優勝     | 13分37秒22    |                                             |
| 2015 | 第15回世界陸上競技選手権大会               | 5000m          | 32位     | 14分07秒11    |                                             |
| 2015 | 八王子ロングディスタンス                   | 10000m         | 3位      | 27分29秒69    | 日本新記録（当時）、リオ五輪派遣記録突破    |
| 2016 | 第60回全日本実業団対抗駅伝競走大会         | 2区(8.3km)     | 区間24位 | 23分36秒      | 区間日本人トップ                            |
| 2016 | 第100回日本陸上競技選手権大会              | 10000m         | 2位      | 28分16秒54    | リオ五輪代表内定                            |
| 2016 | リオデジャネイロオリンピック               | 10000m         | 30位     | 29分02秒51    |                                             |
| 2016 | リオデジャネイロオリンピック               | 5000m          | 42位     | 14分26秒72    | 予選敗退                                    |
| 2016 | 八王子ロングディスタンス                   | 10000m         | 8位      | 27分44秒39    | 日本人1位、世界陸上ロンドン参加標準記録突破 |
| 2018 | 第46回全日本実業団ハーフマラソン           | ハーフマラソン | 2位      | 1時間02分00秒 | 日本人首位・世界ハーフマラソン代表内定      |
| 2018 | 第23回世界ハーフマラソン                   | ハーフマラソン | 108位    | 1時間06分49秒 | 兄・謙太とともに出場                        |
| 2018 | 第102回日本陸上競技選手権大会              | 5000m          | 12位     | 14分37秒79    |                                             |
| 2019 | 第67回兵庫リレーカーニバル                 | 10000m         | 4位      | 28分37秒60    | 日本人1位                                   |
| 2019 | 第103回日本陸上競技選手権大会              | 10000m         | 3位      | 28分25秒95    |                                             |

### 実業団駅伝戦績
| 年度                   | 大会                               | 区間     | 区間順位                | 記録     | 総合順位                  |
| ---------------------- | ---------------------------------- | -------- | ----------------------- | -------- | ------------------------- |
| 2015年度 （入社1年目） | 第52回九州実業団対抗毎日駅伝大会   | 5区      | 区間5位 (日本人トップ)  | 26分43秒 | 旭化成優勝                |
| 2015年度 （入社1年目） | 第60回全日本実業団対抗駅伝競走大会 | 2区      | 区間24位 (日本人トップ) | 23分36秒 | 旭化成7位                 |
| 2016年度 （入社2年目） | 第53回九州実業団対抗毎日駅伝大会   | 4区      | 区間賞                  | 24分08秒 | 旭化成2位                 |
| 2016年度 （入社2年目） | 第61回全日本実業団対抗駅伝競走大会 | 1区      | 区間13位                | 35分26秒 | 旭化成優勝                |
| 2017年度 （入社3年目） | 第54回九州実業団対抗毎日駅伝大会   | 1区      | 区間8位                 | 38分23秒 | Bチーム(オープン)より出場 |
| 2017年度 （入社3年目） | 第62回全日本実業団対抗駅伝競走大会 | 出走なし | 出走なし                | 出走なし | 旭化成優勝                |
| 2018年度 （入社4年目） | 第55回九州実業団対抗毎日駅伝大会   | 4区      | 区間賞                  | 27分06秒 | 旭化成優勝                |
| 2018年度 （入社4年目） | 第63回全日本実業団対抗駅伝競走大会 | 1区      | 区間6位                 | 36分02秒 | 旭化成優勝                |
| 2019年度 （入社5年目） | 第56回九州実業団対抗毎日駅伝大会   | 出走なし | 出走なし                | 出走なし | 旭化成優勝                |
| 2019年度 （入社5年目） | 第64回全日本実業団対抗駅伝競走大会 | 出走なし | 出走なし                | 出走なし | 旭化成優勝                |

### 自己記録
| 種目           | 記録          | 年             | 大会                           | 備考                 |
| -------------- | ------------- | -------------- | ------------------------------ | -------------------- |
| 1500m          | 3分39秒56     | 2014年9月5日   | 日本学生陸上競技対校選手権大会 |                      |
| 5000m          | 13分19秒62    | 2015年5月9日   | ゴールデンゲームズinのべおか   |                      |
| 10000m         | 27分29秒69    | 2015年11月28日 | 八王子ロングディスタンス       |                      |
| 20km           | 58分26秒      | 2014年10月28日 | 箱根駅伝予選会                 | 予選会日本人最高記録 |
| ハーフマラソン | 1時間02分00秒 | 2018年2月11日  | 全日本実業団ハーフマラソン     |                      |